# 로지 스티븐슨-굿나이트
로지 스티븐슨-굿나이트(Dame Rosie Gojich Stephenson-Goodknight, 1953년 12월 5일 ~ )는 위키백과에서 Rosiestep으로 알려진 미국의 위키백과 편집자이다. 여성 전기 (문학)의 양과 질을 높이는 프로젝트를 운영하여 백과사전의 성 편견을 해결하려는 시도로 유명하다. 그녀는 수천 개의 새로운 문서를 작성했다.
스티븐슨은 2016년 올해의 공동 위키인으로 선정되었다. 2018년 5월, 외교 평화주의 성 사바 훈장(Dame of the St. Sava Order of Diplomatic Pacifism)으로 세르비아 기사 작위를 받았다. 그녀는 2021년 10월에 위키미디어 재단 이사회에 선출되었다.